# Farol de Cordouan
O Farol de Cordouan é uma sinalização marítima construída entre os anos de 1584 e 1611, pelo engenheiro Louis de Foix, a pedido do rei francês Henrique III. É o farol mais antigo em mar aberto e ainda em funcionamento. Foi remodelado em 1789, pelo engenheiro Joseph Teulère. O farol está localizado no Oceano Atlântico, fronteira com a foz do estuário de Gironda, na região da Nova Aquitânia, na França. É um patrimônio mundial, tombado pela Organização das Nações Unidas para a Educação, a Ciência e a Cultura (UNESCO), no ano de 2021. E também é um patrimônio cultural nacional, tombado pelo Ministério da Cultura da França, no ano de 1862.

## História
No ano de 1355, a pedido do Eduardo, o Príncipe Negro, durante a dominação inglesa, foi construída uma torre poligonal com uma plataforma, onde se acendia uma fogueira. Um eremita chamado Geoffroy de Lesparre era o encarregado pela manutenção e cobrança da taxa para as embarcações que passavam por Gironda.

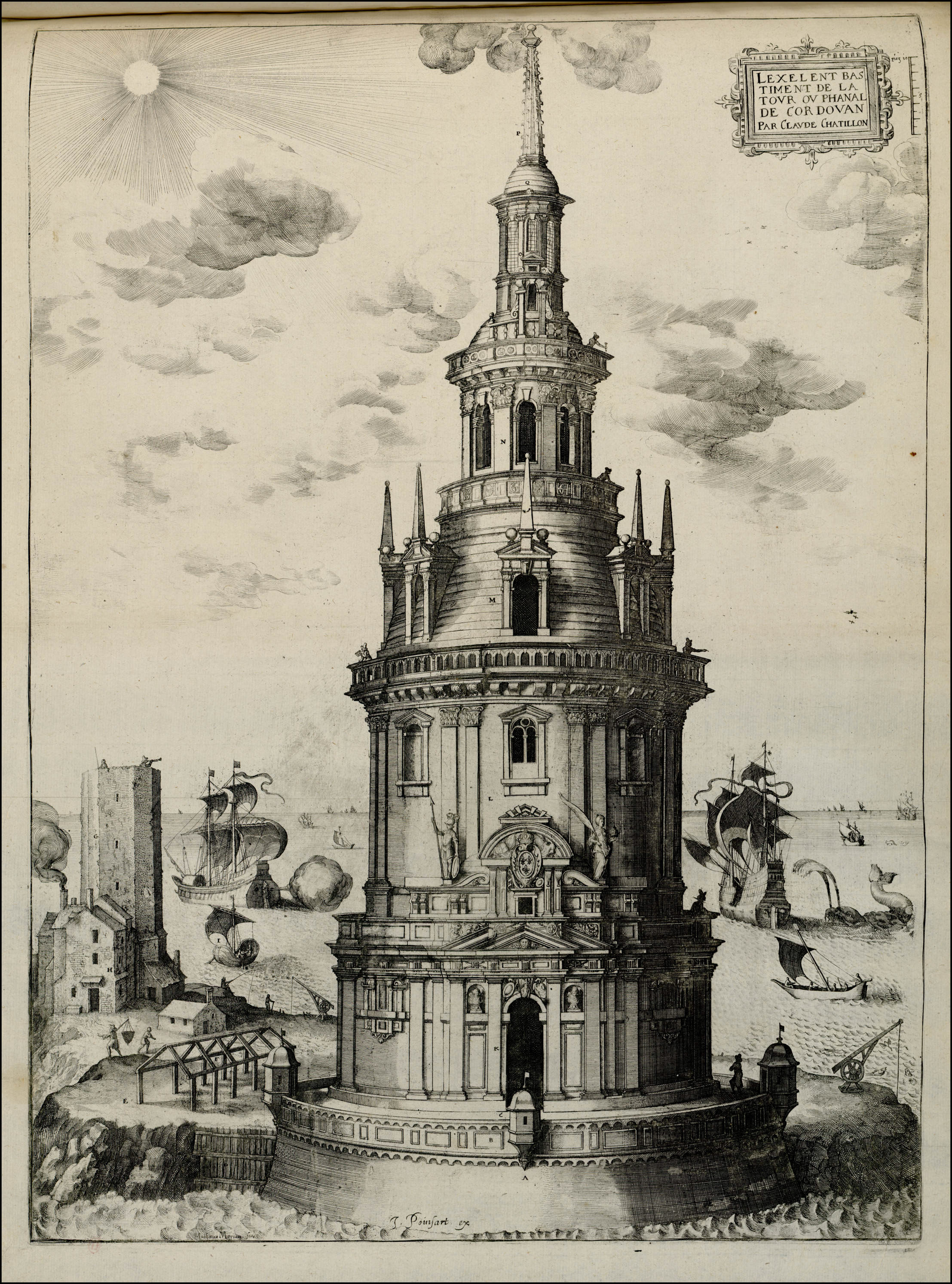
Farol de Cordouan. (1655)

Em 2 de março de 1584, o rei Henrique III assinou o contrato com o engenheiro Louis de Foix para construir uma nova torre no local, que se inspirou no estilo renascentista maneirista para a construção da torre. Em 1606, morre Louis de Foix e seu filho Pierre o substitui na obra. Construíram uma base de dezesseis metros de diâmetro, onde foram instalados os alojamentos dos guardas e o hall de entrada, que dá acesso a escada em caracol. O pórtico que dá acesso ao hall de entrada, possui colunas dóricas com figuras de Vitoria e de Marte. No primeiro andar foi construído os aposentos do rei da França, decorado com uma ordem coríntia e que se abre para uma galeria externa. No segundo andar foi construído uma capela com pilastras com capitéis coríntios, vitrais e uma cúpula. O obra é finalizada no ano de 1611, por François Beucher e a luz era emitida com a queima de madeira, piche, alcatrão e óleo. Entre os anos de 1661 e 1664, a luz emitida pelo farol era com fogo em uma bacia alimentada com óleo de peixe.
No ano de 1727, a luz do farol era emitida através de um lampião de ferro com um fogareiro a carvão, projetada pelo engenheiro M. de Bitry e fabricada nas forjas de Berry. No ano de 1782, a luz passou a ser emitida através de 80 refletores Tourtille-Sangrain de 8 polegadas em um quadro fixo. Em 1789, a pedido do Chevalier de Borda, o farol foi remodelado pelo engenheiro-chefe da Généralité de Bordeaux Joseph Teulère, que se inspirou no estilo neoclássico. Teulère constrói os quatro últimos andares. No terceiro andar foi construído a sala do girondino com piso em mármore cinza e preto, no quarto andar é a sala dos equipamentos da lanterna, no quinto andar é a sala de observação e no último é a lanterna. Na data de 2 de novembro de 1790, o farol recebe 12 refletores parabólicos com diâmetro de 82 centímetros, com lâmpada Argand e máquina rotativa Lemoyne e Mulotin. Em 1793, mudaram os refletores parabólicos para refletores giratórios, fabricados pela Lenoir.
No dia 20 de julho de 1823, foi instalado o primeiro dispositivo lenticular Fresnel com sistema giratório e, em 1854, foi substituído por um dispositivo catadióptrico mais eficiente, em 1948, o farol recebeu eletricidade.

## Arquitetura
A torre foi construída em formato cônico, sobre uma base circular construída com alvenaria em pedra. Até 1789, possuía 37 metros de altura. Após 1789, a torre passou a ter 67,50 metros de altura. A lanterna é de 3,50 metros de diâmetro, com três níveis de vidro plano sobre muro baixo de alvenaria em pedra. A luz fixa com as cores branco, vermelho, verde, com ocultação de 12 segundos. A lâmpada é de halo de 2000W.  O alcance de luminosidade é de 18 milhas náuticas.

## Turismo
O Farol de Cordouan está aberto a visitação, mediante agendamento. Só pode ser acessado através de barco, entre os meses de abril a novembro e em dias de maré baixa. O embarque é feito nas cidades de Royan, Le Verdon-sur-Mer ou Meschers-sur-Gironde, e o desembarque é feito em uma plataforma flutuante na água.

## Galeria de fotos

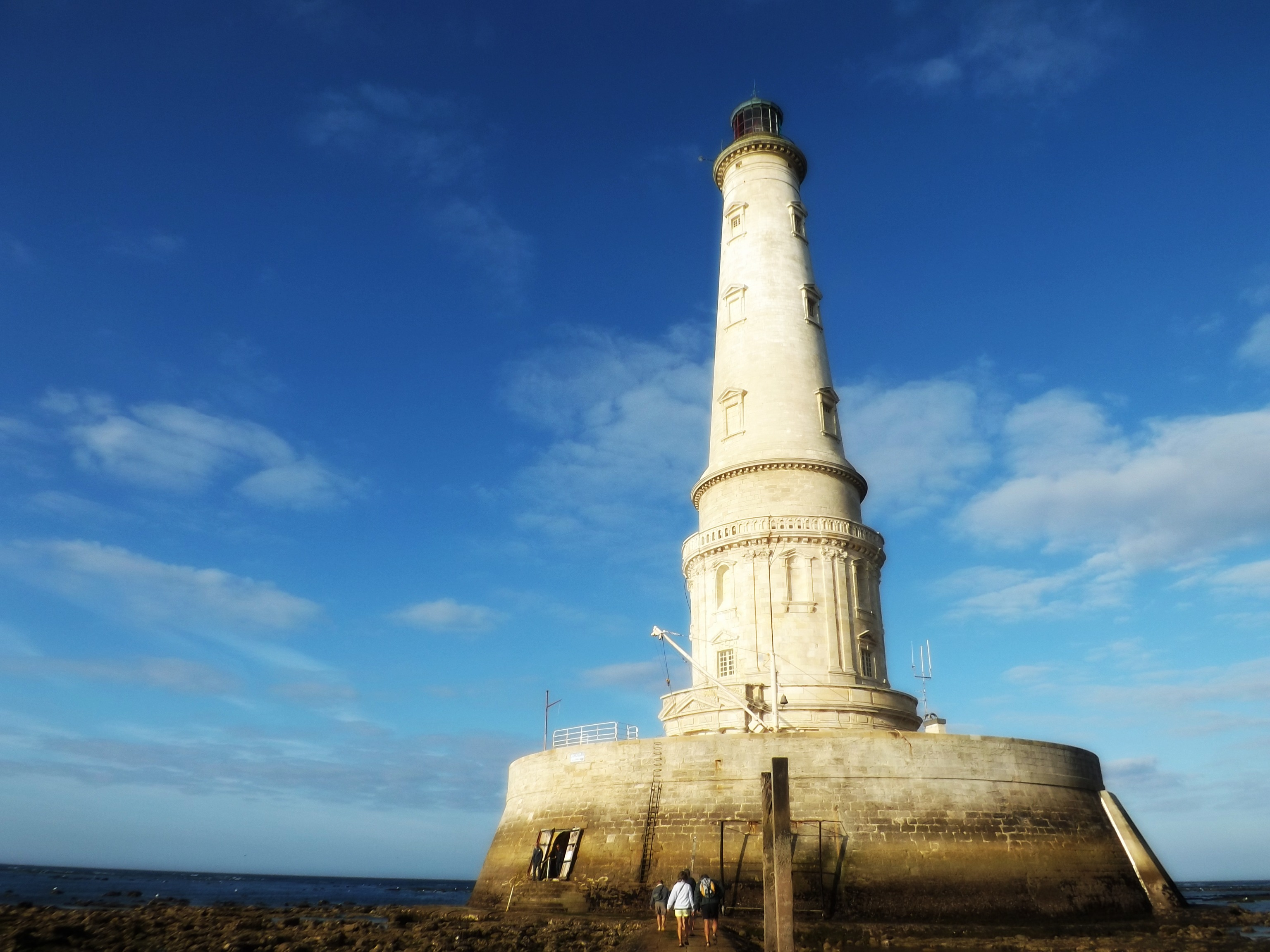
Farol de Cordouan (2013)
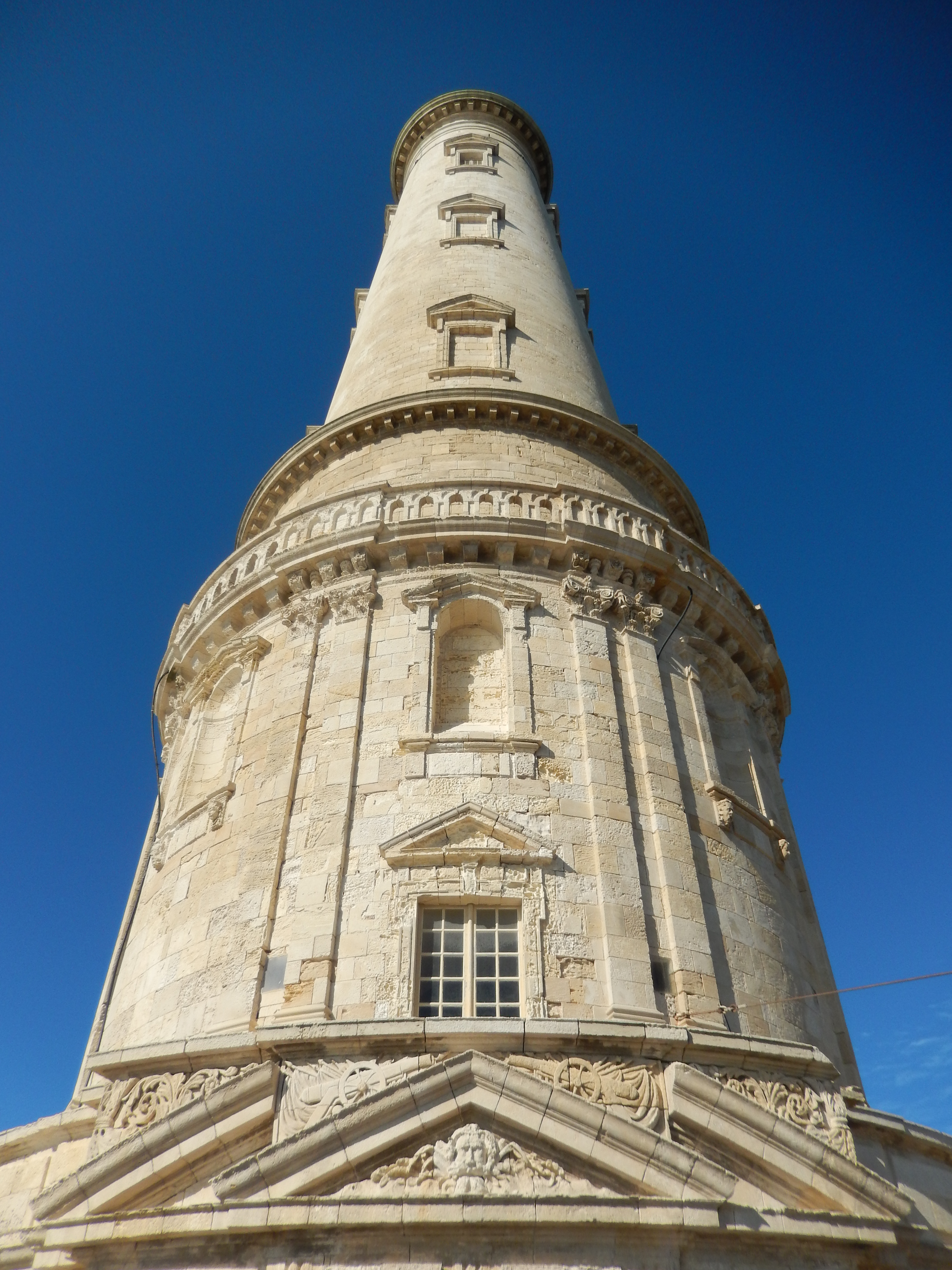
Farol de Cordouan. (2014)
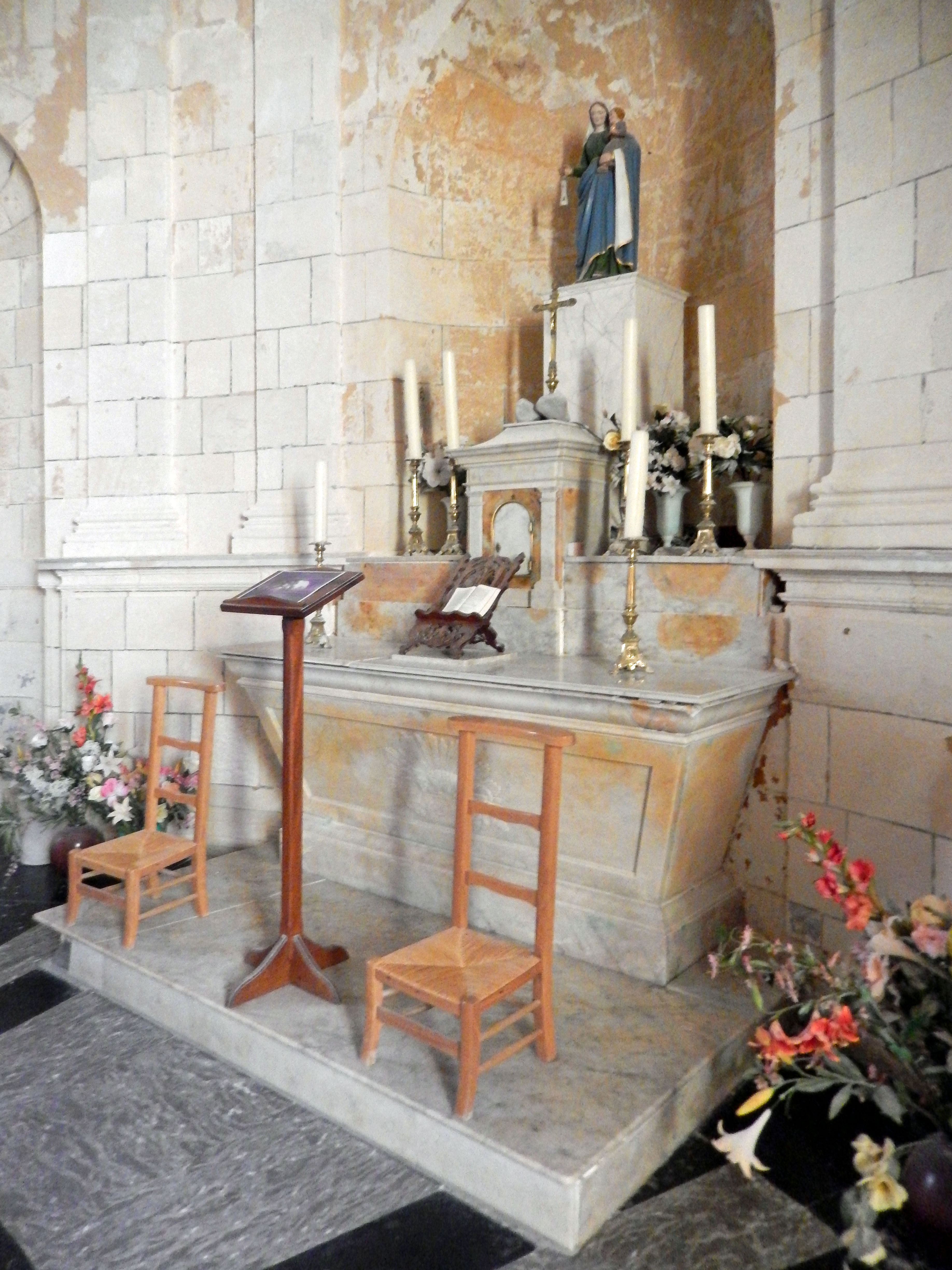
Capela. (2014)
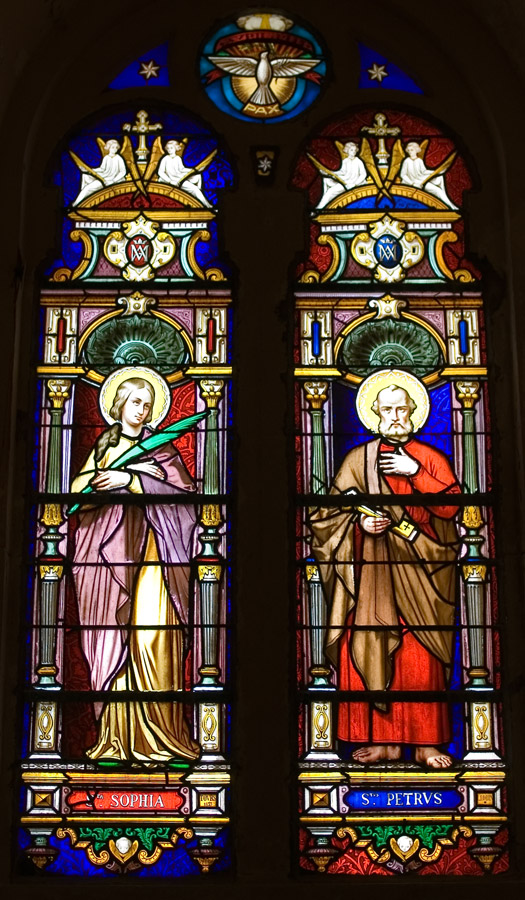
Vitrais da capela
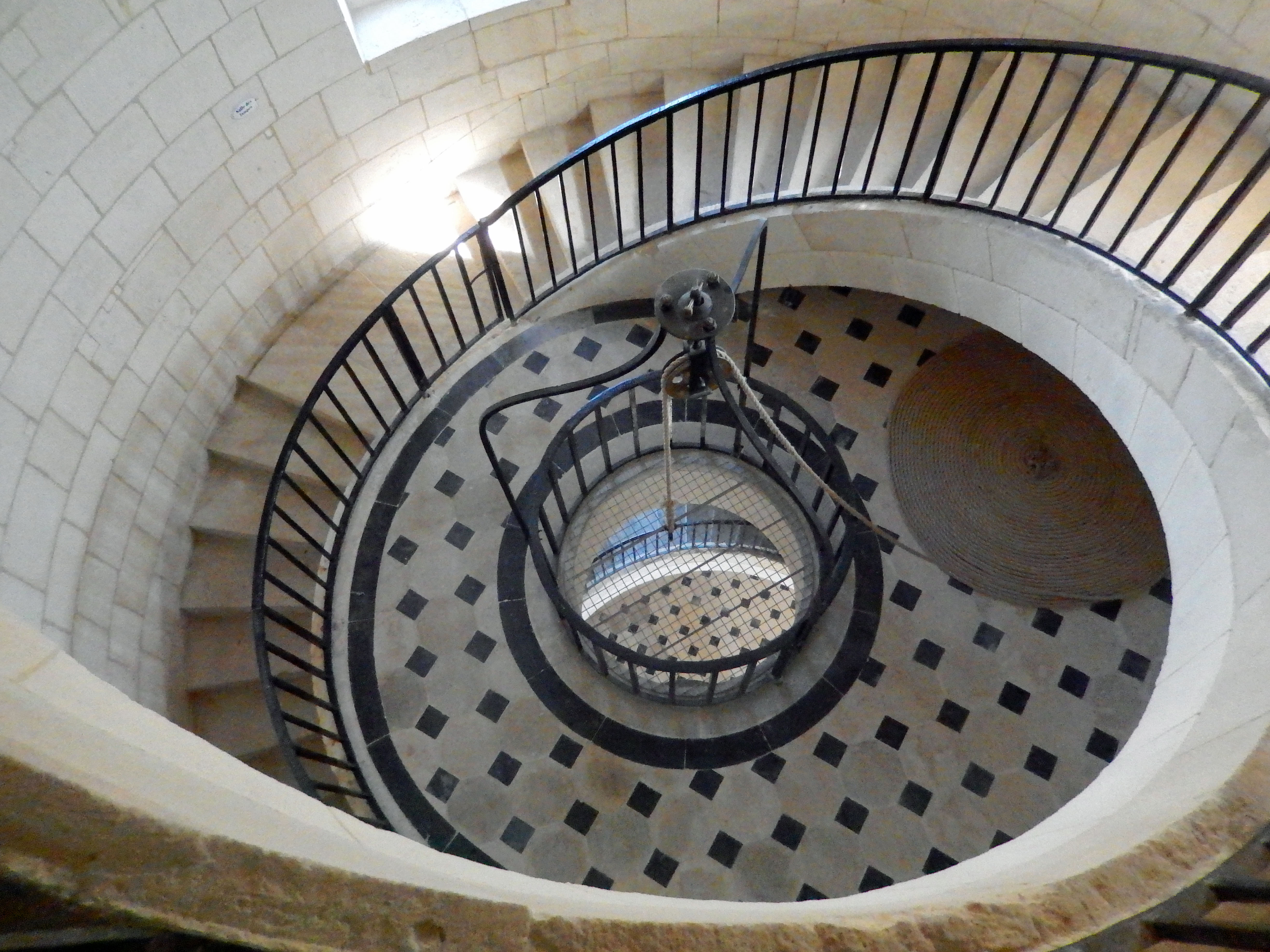
Escada caracol interna
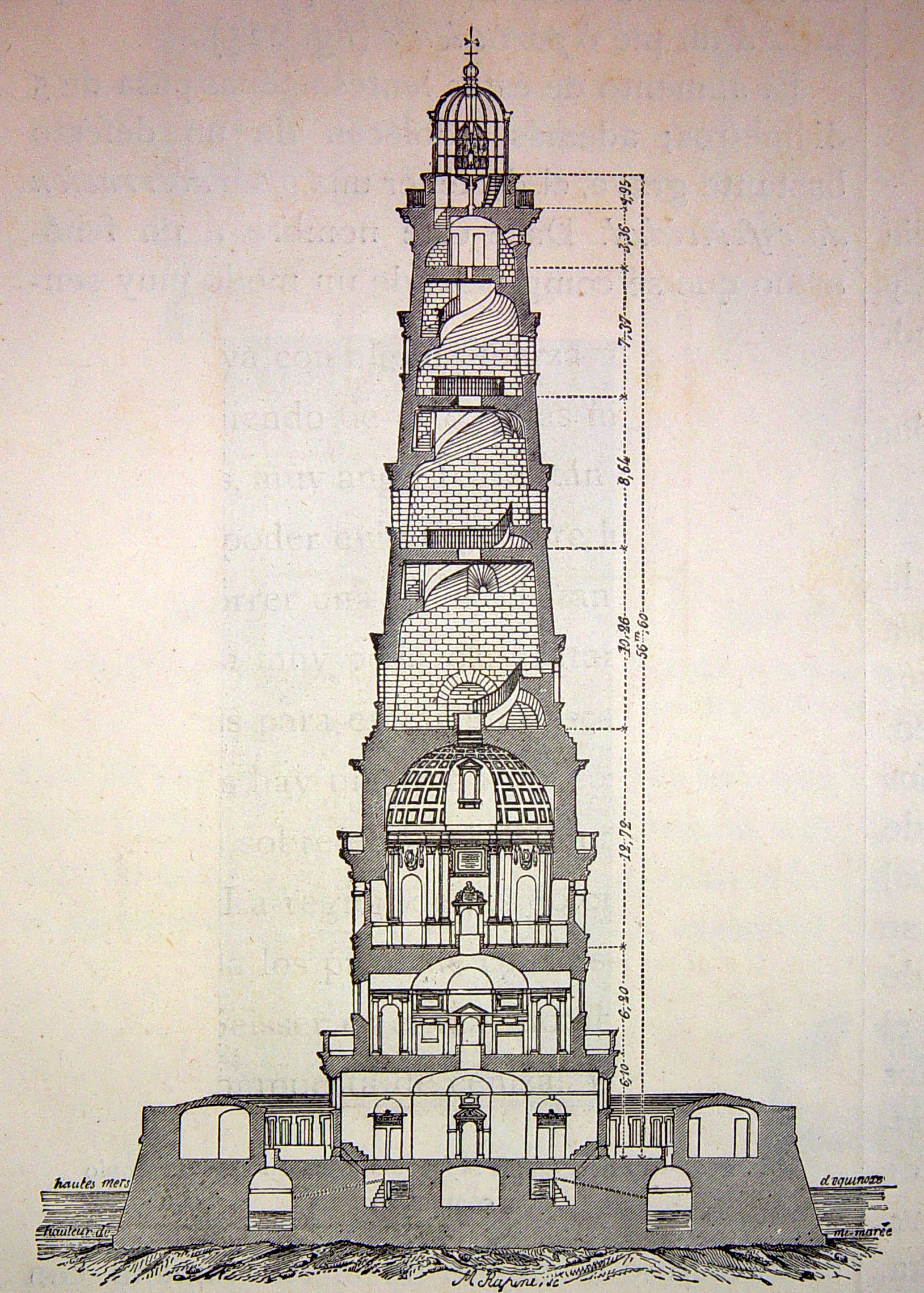
Projeto arquitetônico
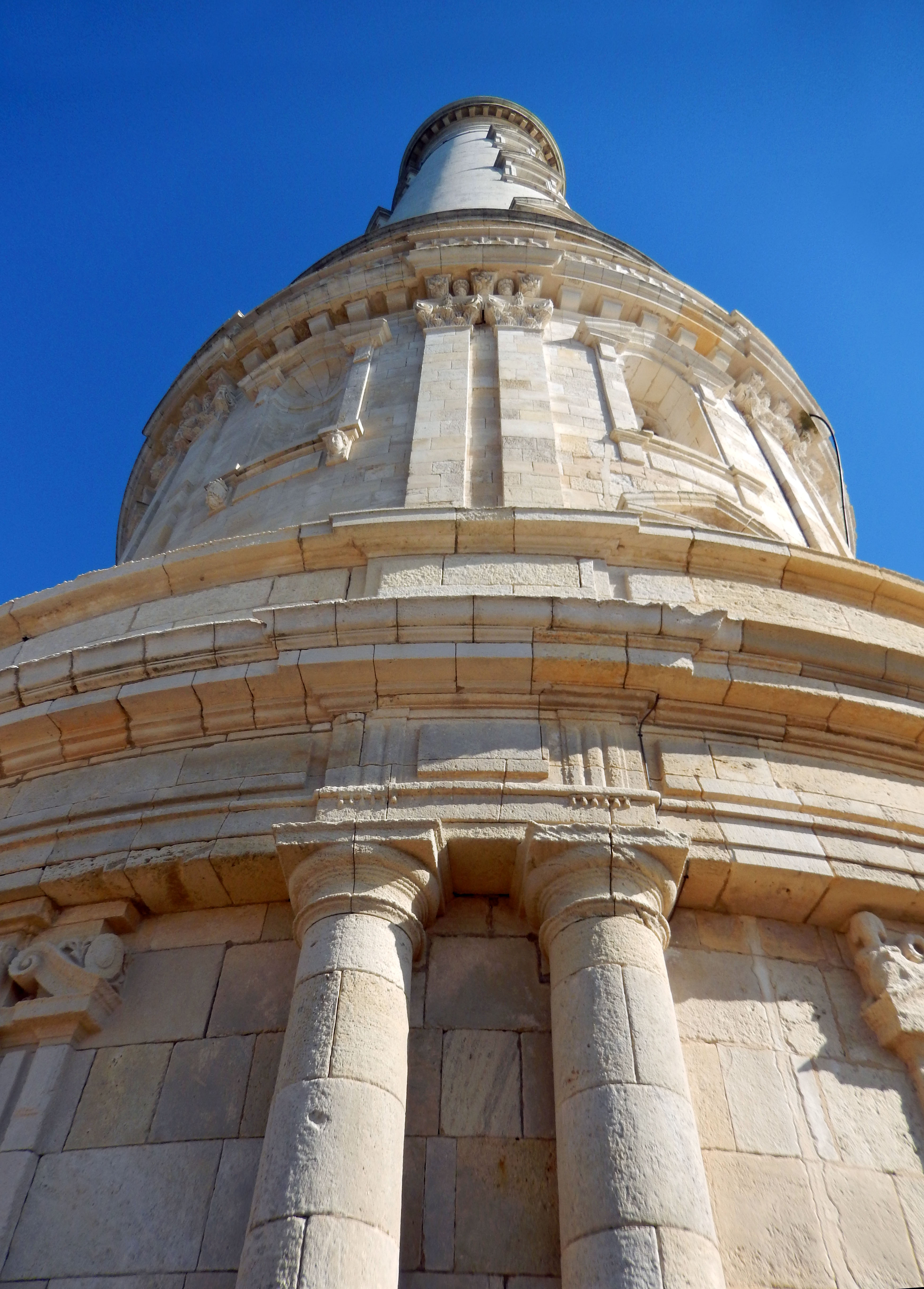
Detalhes arquitetônicos